# Centromochlus concolor
Centromochlus concolor är en fiskart som först beskrevs av Mees, 1974.  Centromochlus concolor ingår i släktet Centromochlus och familjen Auchenipteridae. Inga underarter finns listade i Catalogue of Life.